# روبرتو تورس (بازیکن فوتبال، زاده ۱۹۷۲)
روبرتو تورس (۶ آوریل ۱۹۷۲) یک بازیکن فوتبال اهل پاراگوئه است. وی در تیم ملی فوتبال پاراگوئه بازی کرده‌است.